# Yeşilyayla, Çaycuma
Yeşilyayla là một xã thuộc huyện Çaycuma, tỉnh Zonguldak, Thổ Nhĩ Kỳ. Dân số thời điểm năm 2011 là 151 người.